# 판타스틱 우먼
《판타스틱 우먼》(영어: A Fantastic Woman, 스페인어: Una mujer fantástica)은 2017년 개봉한 칠레의 드라마 영화이다. 세바스티안 렐리오가 감독과 공동각본을 맡았다. 제67회 베를린 영화제 황금곰상 경쟁부문 후보작, 제90회 아카데미상 외국어영화상 수상작이다.

## 출연

### 주연
- 다니엘라 베가
- 프란시스코 리예스

### 조연
- 루이스 그네코
- 아린네 쿠펜헤임
- 니콜라스 사베드라
- 암파로 노구에라
- 트리니다드 곤잘레즈

## 기타
- Line PD: 에두아르도 카스트로
- 공동제작: 마렌 아데
- 공동제작: 페르난다 델 니도
- 공동제작: 조나스 돈바흐
- 사운드슈퍼바이저: 다니엘 이리바렌
- 미술: 에스테파니아 라라인
- 시각효과: 토마스 로카
- 의상: 뮤리엘 파라
- 배역: 알레한드라 알라프
- 배역: 모이라 밀러